# 카림 벤제마
카림 모스타파 벤제마(프랑스어: Karim Mostafa Benzema, 1987년 12월 19일 ~)는 프랑스의 축구 선수로 사우디아라비아의 알이티하드의 공격수이다. 프랑스 축구 국가대표팀 일원으로 활약하기도 하였다.
벤제마는 리옹 출신이며, 인근 동네 구단인 브롱 테레용에서 축구를 시작했다. 1996년, 그는 도시 최대 구단인 리옹에 입단해 구단의 유소년 아카데미에 입학했다. 벤제마는 2004-05 시즌에 데뷔하였고, 리옹에서의 처음 세 시즌동안 간간히 출전하며 3번의 리그 우승을 경험했다. 2007-08 시즌, 벤제마는 구단의 주축 선수가 되어 대 도약하여 30골 이상 넣어 리옹의 리그 7연패에 일조했다. 그의 활약상에 따라, 국가 프로 축구 선수 연합 (UNFP)에 의해 리그 1 올해의 선수로 선정되었고, 올해의 팀 일원으로도 선정되었다. 벤제마는 리그 득점왕이었고, 이탈리아의 구에린 스포르티보지로부터 브라보상을 받았다. 리옹에서 한 시즌을 더 보낸 후인 2009년 7월, 벤제마는 €35M ($50M) 에 레알 마드리드로 이적해 6년 계약을 맺었다. 구단에서의 첫 시즌에 자신의 입지를 다지는데 고전한 후, 이어지는 두 시즌 간, 벤제마는 도약했고, 32골을 득점해 2011년에는 코파 델 레이 우승을, 2011-12 시즌에는 라 리가를 우승했다. 그는 프랑스 올해의 축구 선수로 2011년, 2012년, 그리고 2014년에 세 차례 선정되었다.
벤제마는 전 프랑스 청소년 국가대표로, U-17 대표팀 시절부터 조국을 대표로 출전했다. 성인 대표팀 일원이 되기 전, 그는 U-17 대표로 2004년 U-17 유럽 축구 선수권 대회에 참가했었다. 벤제마는 2007년 3월, 오스트리아와의 친선경기에서 성인 대표팀 데뷔전을 치러 1-0 결승골을 기록했다. 벤제마는 프랑스를 대표하여 3번의 주요 국제 대회에 참가했다: 2008년과 2012년의 두 차례 UEFA 유럽 축구 선수권 대회와 2014년 FIFA 월드컵. 그러나, 벤제마는 여러 추문에 연루되어 세 차례 주요 대회 (2010년 FIFA 월드컵과 UEFA 유로 2016와 2018년 FIFA 월드컵) 에 참가할 선수단에 들지 못했으나 2021년 5월 18일, UEFA 유로 2020 26인 최종 명단에 들며 레 블뢰 일원으로 복귀하였다. 2022년 FIFA 월드컵 최종 명단에 올랐지만 부상으로 놓친 벤제마는 2022년 12월 19일 대표팀 은퇴를 선언했다.

## 클럽 경력

### 초기 경력
벤제마는 8세에 자신의 고향 연고 구단인 브롱 테레용에 입단해 축구에 첫 발을 내디뎠다. 구단에서 활약하면서, 리옹 유소년 아카데미를 상대로 두 골을 기록했는데, 그는 친구로부터 코코 (Coco) 라는 별명이 붙었고, 시내 최대 구단의 관심을 받기 시작했다. 1990년대 당시 브롱 테레용 회장을 역임했던 세르주 상타 크뤼는 리옹 관계자들이 자신을 만나러 와 이 아이를 직접 영입하려 했다고 회고했다. 그러나, 상타 크뤼는 거절했다. 벤제마의 부친과의 의논 후, 구단은 리옹의 시험 훈련에 참가할 수 있도록 허락했다. 시험 훈련 후, 벤제마는 공식적으로 리옹에 합류해 구단의 유소년 아카데미에 입학했다.

### 리옹
벤제마는 유소년 아카데미의 여러 연령대를 빠르게 거쳐 나갔다. 그는 리옹 1군 경기에서 볼보이로도 활동했으며, 학교에서도 우수해, 학생 시절에 그는 "신중하며 조심스러웠다"는 평가를 받았다. U-16 부문에 속했을 때, 벤제마는 프랑스 16세 이하 국내 리그인 U-16 국내 선수권 (Championnat National des 16 ans)에서 38골을 기록했다. 2004-05 시즌을 앞두고, 벤제마는 구단의 리저브팀에 합류해 프랑스 축구 4부 리그인 샹피오나 드 프랑스 아마퇴르에 참가했다. 비록 가을에 1한 번의 1군 경기에 출전하는데 그쳤지만, 리저브팀에서는 10골을 넣어 리옹이 조 2위를 차지할 수 있게 도왔다.

#### 2004–2007
벤제마는 리그 후반기 시작을 앞둔 휴식기에 폴 르 구앤 감독의 부름을 받고 처음으로 1군에 차출되었다. 리옹의 신임 선수들이 그렇듯이, 신예 공격수는 곧선 채로 팀 동료에게 말을 건내야 했는데, 당시 동료로는 마이클 에시엔, 실뱅 윌토르, 플로랑 말루다, 그리고 에리크 아비달 같은 선수들이 있었다. 말을 건낼 때 벤제마는 웃음과 농담의 대상이 되었고, 이는 신예가 "웃지 마라, 나는 당신네들 자리를 뺏으러 왔다." 라고 발언케 했다. 그는 이후 2005년 1월 15일, 메스와의 경기에서 피에르-알랭 프라우와 교체되어 처음으로 경기에 나갔다. 리옹은 벤제마가 브리앙 베르구뉴의 추가골을 도운 것에 힘입어 2-0 완승을 거두었다. 그는 이후 첫 프로 계약을 체결했는데, 3년 동안 리옹과 동행하기로 합의했다. 3번 더 후보로 출전한 후인 4월 2일, 벤제마는 1-0으로 이긴 랑스전에서 첫 프로 경기에 선발로 나섰다. 그는 리옹에서의 첫 시즌을 6경기 출전으로 마쳤고, 소속 구단은 4시즌 연속 리그 우승을 차지했다.
벤제마는 2005-06 시즌을 제라르 울리에 신임 감독의 지도 하에 임했다. 울리에 감독 하에, 벤제마는 새로 영입한 브라질의 공격수 프레드와 실뱅 윌토르의 존재로 인해 출전 기회를 잡는데 어려움을 겪었다. 2005년 10월 2일, 벤제마는 렌과의 경기에서 교체로 출전해 마침내 시즌 첫 경기를 나섰고, 소속 구단은 승리했다. 12월 6일, 그는 노르웨이의 로센보르그와 치른 리옹의 UEFA 챔피언스리그 조별 리그 최종전에서 대회 첫 경기를 치렀다. 대회 첫 경기에서, 그는 첫 프로 득점을 신고해 2-1 승리를 도왔다. 1달 후, 벤제마는 4-0으로 이긴 그르노블과의 쿠프 드 프랑스 경기에서 프로 무대 첫 2골을 기록했다. 2006년 3월 4일, 벤제마는 아작시오와의 경기에서 첫 리그 득점을 올려 3-1 승리를 도왔다.
벤제마는 2006-07 시즌에 들어 더 많은 출전 시간을 확보했는데, 그는 파리 생제르맹과의 트로페 데 샹피옹 2006 경기로 시즌을 시작했다. 이 경기에서, 벤제마는 페널티킥을 성공시켜 경기를 1-1로 끝냈고, 리옹은 시즌의 막을 여는 이 경기에서 승부차기 끝에 5-4로 이겼다. 벤제마는 낭트와의 리그 첫 경기부터 득점을 기록해 관심을 받았다. 3주 후인 2006년 8월 26일, 벤제마는 니스전에 교체로 들어가 2골을 득점해 적지에서 4-1 승리를 챙겼다. 그는 UEFA 챔피언스리그 조별 리그에서 2골을 기록했는데, 한 골은 루마니아의 스테아우아를 상대로, 다른 한 골은 우크라이나의 디나모 키예프를 상대로 기록했다. 가을 동안 정규전에 정기적으로 출전한 후, 11월 10일, 벤제마는 허벅지 부상으로 쓰러졌다. 이 부상으로 공격수는 2007년 2월에 다시 뛰기 전까지 3달동안 현장에서 물러나야 했다. 벤제마는 리그 최종전인 낭트전까지 무득점으로 침묵했는데, 리옹은 기록적인 리그 6시즌 연속 우승의 업적을 달성했다.

#### 2007–08 시즌
2007-08 시즌이 되면서, 플로랑 말루다, 욘 카레브, 그리고 실뱅 윌토르 같은 선수들이 모두 리옹을 떠나면서, 벤제마의 등번호는 10번으로 변경되었고, 주 공격을 맡으라는 임무가 주어졌다. 그는 알랭 페랭 신임 감독과 돈독한 맺었는데, 그는 감독의 신뢰에 보담하며 51경기에 나서서 31골을 기록했다. 그는 20골로 리그 득점왕에 올랐고, UEFA 챔피언스리그에서는 4골을 기록했고, 쿠프 드 라 리그 1골, 그리고 6번의 쿠프 드 프랑스 경기에 6골을 추가해 리옹의 역사상 첫 더블을 달성했다. 그의 놀라운 활약상을 살펴보면 9월 15일 메스전에서 해트트릭을 완성했고, AS 생테티엔과의 데르비 뒤 론 경기에서는 90분에 프리킥으로 동점골을 뽑았고, 랑스를 상대로는 팬들에 의해 뽑힌 시즌의 골을 기록했다.
UEFA 챔피언스리그에서는 아이브록스 스타디움 적지에서 벌어진 레인저스와의 조별 리그 최종전에서 귀중한 두골을 뽑아냈다. 3-0 완승으로 리옹은 결선 토너먼트에 진출할 수 있었다. 리옹은 결선 토너먼트에서 맨체스터 유나이티드를 상대했는데, 벤제마는 이번에도 득점했는데, 페널티 구역 외곽에서 득점해 1차전을 1-1 무승부로 끝냈지만, 결국 유나이티드에게 합계 1-2로 패해 다음 라운드 진출권을 내주었다. 알렉스 퍼거슨 맨체스터 유나이티드 감독은 벤제마의 활약상에 칭찬했다. 나중에 장-미셸 올라스 리옹 회장은 퍼거슨이 벤제마와 추파했다고 기소하기도 했다.
"지네딘 지단과 견주어지는 것은 과찬이지만, 우리는 다른 선수들입니다."
2008년 3월 13일, 벤제마는 리옹과의 계약을 2013년까지 늘렸고, 1년 연장할 수 있다는 여부도 붙었다. 계약을 갱신한 후, 벤제마는 프랑스에서 가장 많은 급여를 받는 선수들 중 한 명이 되었다. 그는 리그 1에서 보인 공로로 올해의 선수와 올해의 팀 일원으로 선정되었고, 리그 최다 득점자로서 득점왕 자리도 차지했다. 그는 프랑스 푸트발지가 주관하는 2008년 발롱도르의 후보로도 이름을 올렸지만, 이는 나중에 크리스티아누 호날두가 가져갔다.

#### 2008–09 시즌
벤제마는 2008-09 시즌도 인상적으로 시작했는데 툴루즈와의 리옹 첫 리그 경기에서 두골이나 넣었다. 이어지는 세 주간, 그는 같은 론알프 연고의 그르노블과 생테티엔에게 차례로 득점을 올렸고, 니스 전에서도 막판 몇 초를 남기고 페널티킥으로 한 골을 추가했다. 리옹은 세 경기에서 모두 승리를 거두었다. 그가 리그 초반에 골 행진을 벌이자, 장-미셸 올라스 리옹 회장은 공격수에게 €100M의 가격표를 붙였다는 등 벤제마의 이적과 관련된 소문을 일축했다. 그는 프랑크 리베리와 함께 전자 오락 FIFA 09의 프랑스판 표지로도 장식되었다.

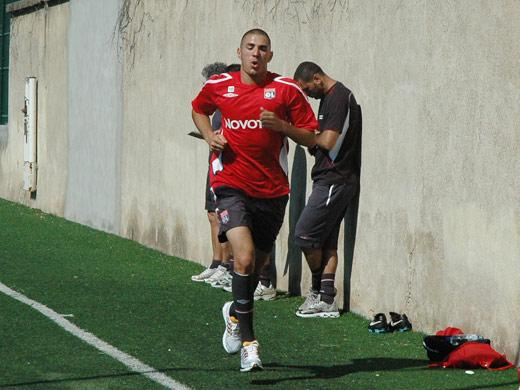
리옹 훈련에 임하는 벤제마

그는 10월 29일, 2-0으로 이긴 소쇼와의 경기에서 리그 7호골을 기록했다. 벤제마는 르 망과의 다음 주말 경기에서도 한 골을 추가했다. 그는 UEFA 챔피언스리그 조별 리그의 공동 최다 득점자들 중 한 명으로, 5골을 득점했는데, 스테아우아를 상대로 두 골, 피오렌티나와의 두 경기에서도 한 골씩 두 골, 조 1위를 차지한 바이에른 뮌헨과의 최종전에서도 한 골을 추가했다.
겨울 휴식기 이후, 벤제마는 처음 3경기동안 골가뭄에 시달리다가 3-1로 이긴 니스전에서 시즌 11호골을 기록했다. 2주 후, 그는 낭시와의 경기에서 12호골을 넣어 2-0 승리에 일조했다. 이어지는 9경기 동안, 벤제마와 리옹의 기량이 동시에 하락해 4경기를 지고, 3번을 비겼고, 단 2승만 거두었는데, 이 기간 동안 벤제마는 3-1로 이긴 르 망과의 경기에서 2골을 넣은 것이 전부였다. 벤제마의 부진이 계속 이어지면서, 리옹은 리그 선두에서 내려갔고, 결국 우승 경쟁에서 밀려났고, 결국 리그 1 연속 우승 횟수는 7회에서 멈추었다. 벤제마는 이 7연속 우승한 기간 중에 4번의 우승을 함께 했었다.
우승에 실패했지만, 벤제마는 다시 득점 행진을 이어갔고, 3-1로 이긴 5월 17일자 마르세유 원정에서 15, 16호골을 추가했고, 이 중 첫 골은 페널티킥으로 넣었다. 그는 그 다음 주말인 캉과의 경기에서 17호골을 성공시켜 리그 1 최다 득점자 목록의 세 번째에 자신의 이름을 올렸다.

### 레알 마드리드

#### 2009–10 시즌

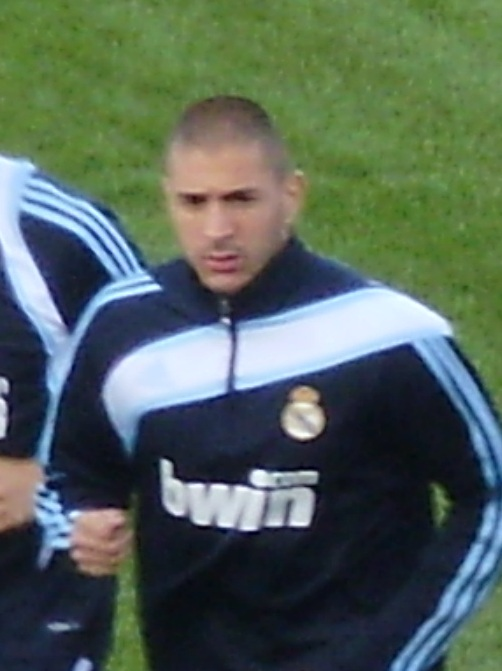
레알 마드리드에서의 첫 시즌 전 훈련에 참가한 벤제마

2009년 7월 1일, 리옹은 스페인의 레알 마드리드와 벤제마의 이적에 합의를 보았다고 발표되었다. 이적료는 €35M으로 책정되었고, 보상액에 따라 값을 €41M으로도 올릴 수 있었다. 7월 9일, 벤제마는 의료 검진을 통과하였고, 같은 날 오후에 6년짜리 계약서에 서명했다. 그는 레알 마드리드 선수로서 같은날 밤에 앞서 카카와 크리스티아누 호날두의 경우처럼 산티아고 베르나베우 입단식에 등장했다. 벤제마는 7월 20일, 아일랜드의 더블린에서 섐록 로버스와의 시즌 전 친선경기에서 후반 시작과 함께 교체로 들어가 레알 마드리드 선수로 데뷔했다. 그는 87분, 이 경기의 1-0 결승골을 기록했다. 8월 24일, 벤제마는 연간 친선 대회인 산티아고 베르나베우에서 노르웨이의 로센보르그를 상대로 2골을 넣어 레알 마드리드의 4-0 완승을 견인했다. 그는 이 경기에서의 두 골로 시즌 전 레알 마드리드에서 기록한 골 수를 5로 늘렸고, 동료 공격수 라울과 함께 최다 득점자가 되었다.
벤제마는 2009년 8월 29일, 데포르티보와의 경기에서 리그 데뷔전을 치렀다. 그는 서발로 나섰지만, 후반전에 교체되어 나갔고, 소속 구단은 3-2로 이겼다. 한 달 후, 그는 새로 승격한 헤레스에게 리그 첫 골을 넣어 구단의 5-0 승리를 도왔다. 비야레알과의 주중 경기를 결장한 후, 테네리페와의 주말 경기에 출전한 벤제마는 안방에서 마드리드 소속으로 처음으로 2골을 득점해 3-0 승리를 견인했다.
9월 30일, 그는 마르세유와의 조별 리그 경기에서 레알 마드리드 UEFA 챔피언스리그 경기에 처음으로 나섰다. 같은 경기에서, 벤제마는 크리스티아누 호날두의 골을 도왔다. 10월에 단 한골도 넣지 못하고 침묵한 후, 11월에 벌어진 첫 경기인 이탈리아의 밀란과의 UEFA 챔피언스리그 경기에서, 벤제마는 선제골로 넣어 마드리드가 1-0으로 앞서나가게 했다. 그러나 그의 골은 호나우지뉴에게 페널티킥으로 실점하면서 의미가 없어졌다. 11월 7일에 벌어진 아틀레티코 마드리드와의 마드리드 더비 (El Derbi madrileño)에서 벤제마는 마드리드의 두 번째 골을 도왔는데, 마무리는 마르셀루가 했다. 마드리드는 이 경기에서 3-2로 이겼다.

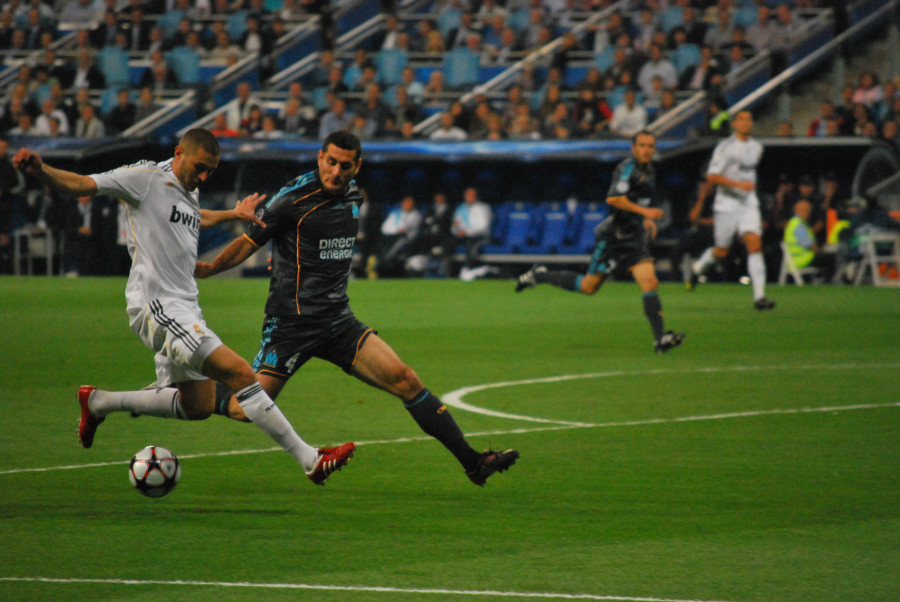
2009년 마르세유와의 UEFA 챔피언스리그 경기에 출전한 벤제마

11월 말, 벤제마는 마누엘 페예그리니가 곤살로 이과인에게 주축 공격수 역할을 수행하게 하면서, 그는 주로 후보 선수로 기용되었다. 벤치에 자주 앉는 것과 공교롭게, 그는 스페인 언론으로부터 기대 이하의 활약과 스페인 적응 문제를 놓고 비난의 대상이 되었는데, 그는 스페인어를 배우는 것 조차 시작하지 않았었다. 심지어, 그는 스페인의 마르카지로부터 "새 아넬카"로 불리게 되었는데, 이는 전 레알 마드리드 공격수 니콜라 아넬카가 구단이 매각하기 전까지 격동의 시절을 보낸 것을 짚은 것이었다. 벤제마를 변호한 자는 같은 국적의 지네딘 지단이었는데, 지단은 "2달 후, 나도 비난의 대상이 됐었다." 라고 인정했고, 벤제마가 "재능있는 선수로, 마드리드가 반드시 지녀야 할 재능있는 선수"라고 덧붙였다.
12월 5일, 6-0 대승을 거둔 알메리아전에서 라파엘 판 데르 파르트와 교체되어 들어가 3-0으로 앞서나가는 골을 넣었다. 알메리아전 다음 날, 벤제마는 비난에 대해 "나는 레알 마드리드에 정착해 매우 행복합니다." 라고 응수했고 "네, 저는 적응을 더 잘 하고 있습니다. 저는 새 집에서 살고 있고, 스페인어를 배워 동료들을 더 잘 이해하려 합니다." 거의 한 달 동안 후보 선수로 머문 후, 12월 12일 발렌시아 원정에 이과인과 나란히 출전했는데, 그는 주전 기회를 이과인의 두 골을 돕는 것으로 응수했다. 한 주 후, 벤제마는 다시 벤치로 돌아갔다. 자신의 22번째 생일 날, 레알 사라고사와의 홈 경기에서 득점해 6-0 승리에 일조하며 자축했다. 2010년 1월, 이과인이 부상으로 눕자, 페예그리니는 다시 벤제마를 주 공격수로 기용하기 시작했다. 이과인이 부재중인 가운데 선발로 나선 처음 두 경기에서 득점을 올리지 못한 후, 1월 30일 데포르티보와의 중대한 경기에서 2골을 넣어 적지에서 3-1 귀중한 승리를 챙길 수 있었다. 이과인이 돌아오면서, 벤제마는 다시 후보로 내려앉았고, 시즌 말 8경기에서 후보 선수로 기용되었다. 이 중에는 5-1로 이긴 아틀레틱 빌바오전에서 시즌 마지막 골을 넣은 경기도 포함한다.

#### 2010–11 시즌

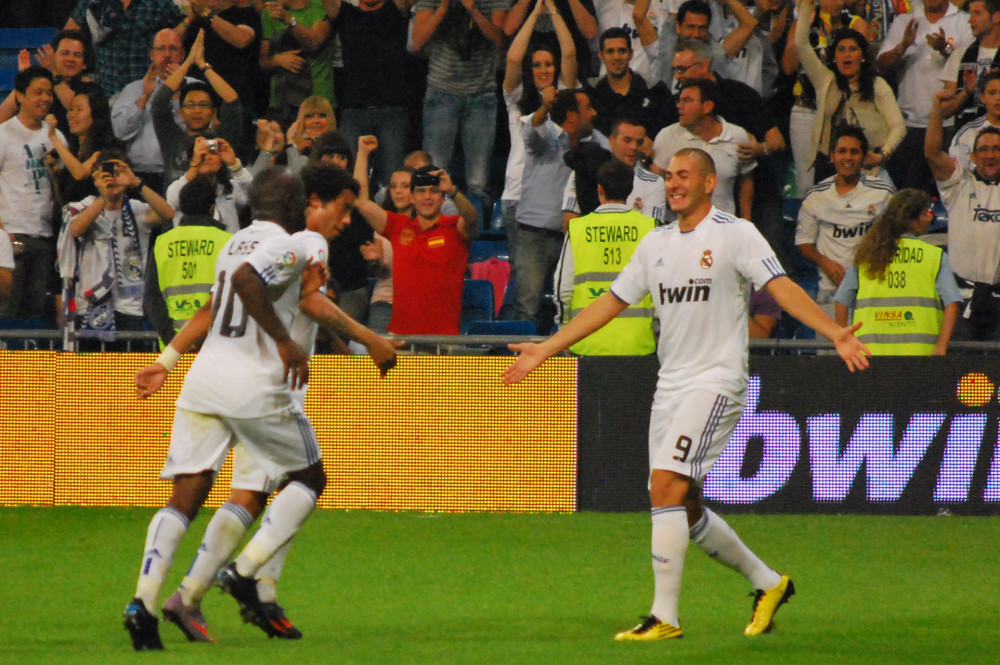
에스파뇰전 골을 자축하는 벤제마

2010-11 시즌을 앞두고, 벤제마의 등번호가 9번으로 변경되었고, 레알 마드리드는 신임 감독으로 주제 모리뉴를 영입했다. 공격수는 즉시 모리뉴 감독이 노여워하는 대상이 되었는데, 감독은 시즌 전 기자 회견에서 기자들을 앞에 두고 "벤제마는 자신이 매우 재능 있다는 것을 인지해야 하지만, 그 자체만으로는 부족하다"라고 말했고, "[마드리드는] 목록에 없지 않은 빛나는 공격수가 필요하다." 라고 덧붙였다. 모리뉴의 감정은 이후 프랑스 대표팀의 로랑 블랑 신임 감독에게 미쳤는데, 로랑 감독은 벤제마가 "노력하지 않는다"라고 평했다. 블랑은 공격수가 자신의 잠재적인 가치를 나타내기 위해 체중 감량이 불가피하다고 덧붙였다.
모리뉴가 호날두와 이과인을 공격진으로 선호하면서, 벤제마는 마요르카와의 개막전에서 후보로 대기하다 출전한 것으로 시즌을 시작했다. 9월 국가대표팀 경기로 휴식기를 가진 후, 그는 1-0으로 이긴 오사수나전에서 처음으로 선발 출전했다. 9월 21일, 벤제마는 에스파뇰전에 교체로 들어가 시즌 첫 골을 기록했다. 이후, 공격수는 거의 두 달간 국내 리그에서 무득점으로 침묵했다. 하지만, 공격수는 에르쿨레스와의 리그전과 밀란과의 UEFA 챔피언스리그 경기에서 연달아 도움을 기록했다.

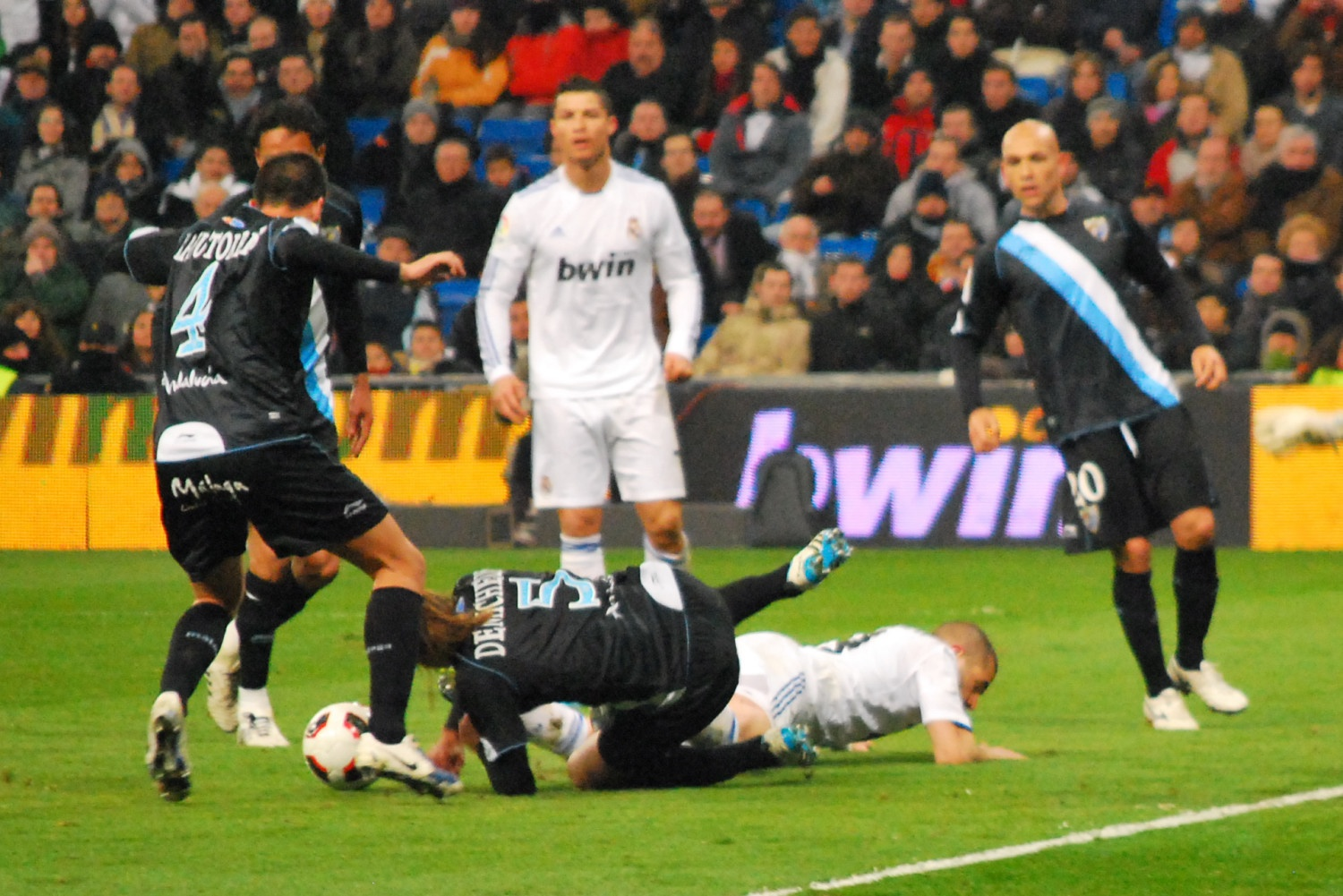
말라가전에서 공을 경합하는 벤제마

11월 10일, 벤제마는 레알 무르시아와의 코파 델 레이 2010-11 경기에서 자신의 시즌 2호골을 기록했다. 11월 말, 이과인이 등 중상을 당하면서 벤제마는 1군 공격수가 부족한 덕에 다시 선발 목록에 이름을 올렸다. 정규 선발 선수로 이름을 올린 첫 주, 그는 네덜란드의 아약스와의 조별 리그 경기에서 자신의 시즌 첫 UEFA 챔피언스리그 골을 넣었다. 벤제마는 프랑스의 오세르와 벌인 조별 리그 최종전에서는 첫 해트트릭을 기록해 4-0 승리를 견인했다. 그의 이 경기 첫 골은 레알 마드리드가 UEFA 챔피언스리그 출범 후 300번째로 기록한 골이었다. 2주 후, 8-0으로 이긴 레반테와의 코파 델 레이 경기에서 또다시 해트트릭을 완성했다. 2011년의 첫 경기인 헤타페와의 경기에서, 그는 호날두의 결승골을 도와 3-2 승리에 일조했다. 1월 말, 레알 마드리드 이적 이후로는 처음으로 2경기 연속 득점에 성공했다. 1월 23일, 그는 마요르카와의 홈경기에서 1-0 결승골의 주인공이 되었다. 사흘 후, 벤제마는 세비야와의 코파 델 레이 준결승 1차전에서도 바로 전 경기와 마찬가지로 1-0 결승골을 뽑아냈다. 레알 마드리드는 이어지는 세비야와의 2차전에서 2-0으로 이기고 구단 역사상 37번째 코파 델 레이 결승전에 진출했다.
에마뉘엘 아데바요르가 임대로 합류하면서, 벤제마는 2011년 2월에 치러진 두 번의 리그 경기에 연속으로 결장했다. 2월 19일, 그는 선발 명단에 복귀해 8경기 동안 10골을 넣는 인상적인 행진을 이어나갔다. 이 기간 동안 득점한 10골 중에는 말라가전, 라싱 산탄데르전, 그리고 에르쿨레스전 3경기 연속 2골이 있었고, 친정 리옹과의 레알 마드리드 16강 1차전 경기에서의 1골도 있었다. 친정 구단을 상대로 기록한 골은 그의 데뷔 이래 100호골이었으며, 레알 마드리드가 6년만에 처음으로 스타드 드 제를랑에서 기록한 골이었고, 벤제마는 이 득점으로 많은 업적을 써냈지만, 그는 자축하지 않고 친정 구단에 대한 예의를 지켰다.

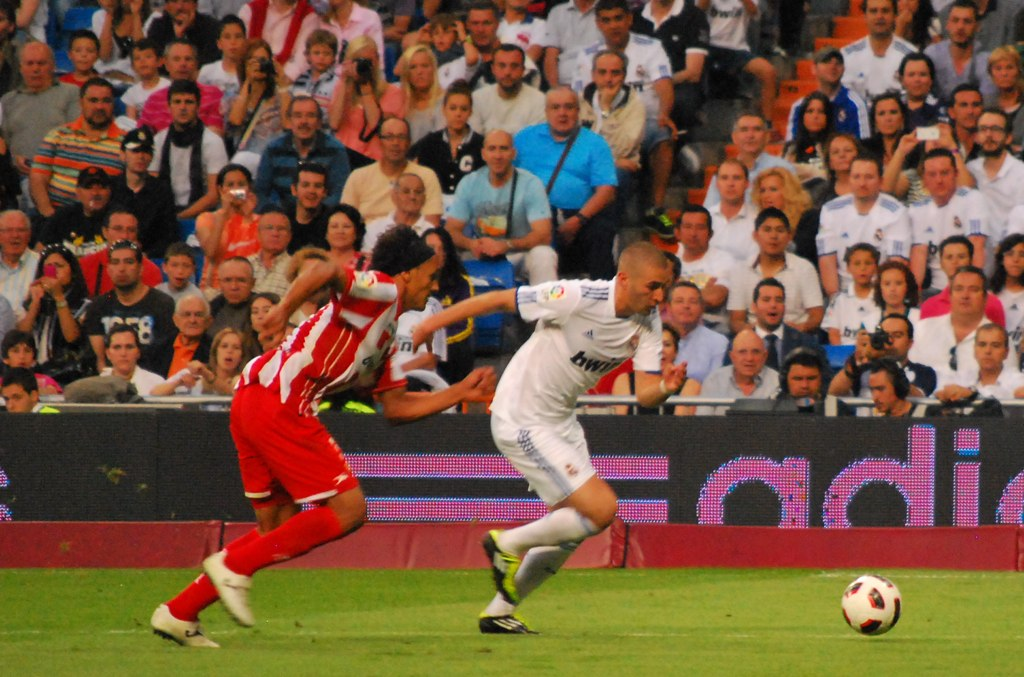
알메리아와의 리그 경기에 임하는 벤제마

3월 19일, 그는 마드리드 더비 (El Derbi madrileño)에서 선제골을 기록해 레알 마드리드가 2-1로 이길 수 있게 도왔다. 그는 물 오른 기량에도 불구하고, 벤제마는 2011 코파 델 레이 결승전과 UEFA 챔피언스리그 결선 토너먼트 경기를 포함해 벌인 바르셀로나와의 고전 더비 4연전 중 단 한 경기만 나왔다. 이 맞대결 기간 동안, 벤제마는 2011년 4월 23일, 발렌시아전에서 1골 1도움을 기록해 6-3 승리에 일조했다. 4월 30일, 그는 레알 사라고사 전에도 득점을 기록했지만 2-3으로 패했다. 이 경기는 벤제마가 득점한 이 시즌의 경기들 중 레알 마드리드가 패한 유일한 경기였다. 8-1로 이긴 알메리아와의 리그 마지막 경기에서, 벤제마는 두 골을 추가하는 것으로 마무리했다. 그는 두 번째 레알 마드리드에서의 시즌을 26골로 끝내 호날두 다음으로 가장 많은 골을 기록했고, 소속 구단은 코파 델 레이 우승으로 스페인에서의 첫 우승을 맛보았다. 시즌 동안, 특히 후반기의 활약에 따라, 벤제마는 모리뉴 감독과 구단 관계자들인 플로렌티노 페레스와 에밀리오 부트라게뇨는 물론, 로랑 블랑 국가대표팀 감독의 칭찬을 들었다.

#### 2011–12 시즌
2011-12 시즌 시작 전, 벤제마는 같은 국적의 블랑과 지단의 충고에 따라 이탈리아의 메라노에 위치한 유명 의원을 찾아 체중 감량을 위한 요법을 시작했다. 의원을 방문한 것은 성공적이었는데, 시즌 전 훈련에 합류할 때, 그는 8킬로그램의 체중을 감량했다. 벤제마는 의원을 다니는 동안 체력 훈련도 병행하며 근육량을 늘렸다. 공격수는 시즌을 앞둔 7번의 연습 경기에서 8골을 넣는 인상적인 활약을 펼쳤다. 시즌 전 기간 동안 펼친 활약은 모리뉴 감독이 그를 다가오는 새 시즌에 주 공격수로 배치하게 만들었다. 모리뉴는 벤제마의 변화에 찬사를 받았지만, 공을 자신에게만 돌리지 않았고, 이 공을 전부 당사자인 공격수에게 돌렸다.
벤제마는 바르셀로나와의 수페르코파 데 에스파냐 2011 1차전에 출전해 마드리드의 2011-12 시즌 첫 공식 경기를 치렀다. 이 경기에서, 그는 선발로 출전해 [[메수트 외질이 넣은 선제골을 도왔다. 2차전에서 마드리드가 합계 3-4로 막판에 밀린 가운데, 벤제마가 동점골을 넣어 4-4로 승부의 균형을 맞추었다. 그러나, 바르셀로나의 리오넬 메시에게 6분 뒤 실점하면서 슈퍼컵을 내주었다. 벤제마의 마드리드 리그 첫 경기는 6-0 대승을 거둔 레알 사라고사 원정 경기였다. 벤제마는 2주 뒤에 벌어진 헤타페와의 다음 리그 경기에서 2골을 추가해 4-2 승리를 이끌었다. 이어지는 세 경기동안 무득점으로 침묵한 후, 4-2로 이긴 라요 바예카노와의 리그전에서 3호골을 기록했다. 소속 구단이 벌인 아약스와의 바로 다음 UEFA 챔피언스리그 경기에서 벤제마는 마드리드의 쐐기골을 뽑아 안방에서 3-0 승리를 챙겼다. 같은 경기에서, 그는 호날두가 마무리한 선제골도 도왔다. 벤제마는 이어지는 리옹과의 다음 UEFA 챔피언스리그 경기에서도 선제골을 넣었다. 그러고는 곧바로 사비 케디라의 골을 도와 두 경기 연속으로 도움을 기록했다. 경기는 마드리드의 4-0 완승으로 끝났다.
"벤제마는 자신을 변화시킨 데에 큰 공을 들였습니다. 그는 저와, 팀동료, 그리고 지주 (Zizou)의 도움을 받았지만, 칭찬받아야 마땅합니다."
2011년 11월, 벤제마는 5골을 추가했다: 3골을 리그에서, 2골을 유럽 무대에서. 리그에서, 그는 오사수나와 발렌시아를 상대로 3골을 기록했고, UEFA 챔피언스리그 조별 리그전에서는 크로아티아의 디나모 자그레브를 상대로 2골을 넣어 6-2 승리의 주역이 되었다. 2011년 12월 10일, 벤제마는 바르셀로나와의 고전 더비에서 마드리드의 선제골을 넣었지만 1-3으로 패했다. 그의 선제골은 경기 21초만에 나왔는데, 이 골은 두 경쟁 관계의 구단 간의 맞대결에서 기록된 역대 최단 시간 골이었다. 기록을 경신하는 득점을 올린 지 사흘이 지난 후, 벤제마는 2011년 활약을 통해 보인 공로로 에리크 아비달 바르셀로나 수비수와 위고 요리스 리옹 골키퍼를 제치고 프랑스 푸트발에 의해 프랑스 올해의 선수로 선정되었다. 그는 스페인에서, 또한 레알 마드리드에서 활약하다 이 상을 받은 두 번째 프랑스 선수였다. 이 전에 지주가 레알 마드리드에서 활약하며 이 상을 받았었다. 벤제마는 상을 받으면서 "개인상을 받게 된 것은 영광입니다. 제가 예전의 수상자들 - 지단, 앙리, 그리고 다른 주요 선수들 - 을 돌아보면 제가 그 명단안에 든 것이 자랑스럽습니다."라 말하며 감사를 표했다. 벤제마는 시상식 이후에 벌인 세비야와의 다음 경기에서 두 골을 도와 6-2 승리에 일조했다.

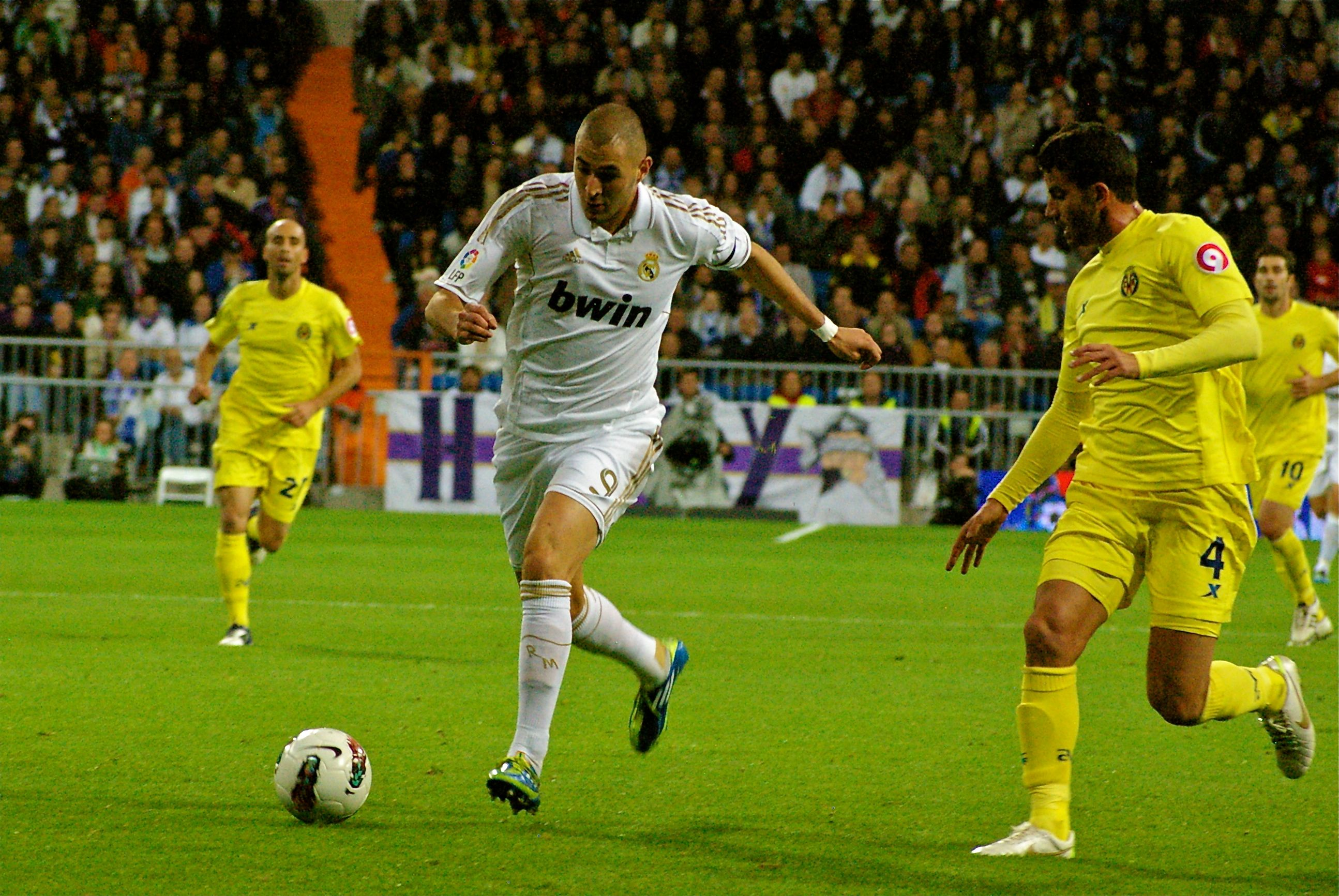
비야레알과의 리그전에 뛰는 벤제마

벤제마는 2012년의 시즌 후반기도 훌륭한 활약으로 시작했다. 그는 그라나다전과 말라가 전에서 골을 추가했다. 벤제마는 후자의 구단과 코파 델 레이 16강전에서 만났을 때에도 1, 2차전에도 득점을 기록했다. 레알 마드리드는 합계 4-2로 이겨 8강전에서 바르셀로나를 상대하게 되었다. 바르사 (Barça) 와의 1차전에서 침묵하여 1-2로 패한 후, 2012년 1월 25일에 벌어진 2차전에서 파랑-클라르 군단(Blaugrana)을 상대로만 3번째 득점을 올렸지만, 마드리드는 합계 3-4로 밀려 다음 라운드 진출이 좌절되었다. 2월 12일, 벤제마는 레반테를 상대로 1달도 더 넘은 끝에 무득점 침묵을 깼다. 그 다음 주, 그는 4-0으로 이긴 라싱 산탄데르전에서 골을 신고했다. 3월 24일자 레알 소시에다드와의 리그전에서도 두 골을 더 넣었다. 이 경기에서 추가한 두 골로, 그는 지단을 넘어 라 리가 역사상 최다 득점 프랑스인으로 이름을 올렸다. 사흘 후, 벤제마는 키프로스의 APOEL과의 UEFA 챔피언스리그 8강전에서 또다시 두 골을 추가해 원정에서 3-0 승리를 거두었다. 4월 29일, 벤제마는 세비야와의 경기에서 훌륭한 활약을 펼치며 2골을 넣고 1도움을 기록해 3-0 승리를 견인했다. 이 경기에서 자신의 시즌 7번째 더블을 기록했는데, 그는 마드리드가 4년만의 라 리가 우승 트로피에 한발 더 다가가게 했다. 이어지는 아틀레틱 빌바오와의 경기에서 3-0 완승을 거둔 하얀 군단 (Los Blancos) 은 통산 32번째 리그 우승을 거두었다. 벤제마는 당시 후보 선수로 후반전에 교체되어 들어갔었다.

#### 2012–13 시즌
벤제마는 산티아고 베르나베우에서 벌어진 맨체스터 시티와의 UEFA 챔피언스리그 첫 경기에서 동점골을 기록했고, 경기는 3-2 승리로 귀결되었다. 2012년 10월 4일, 암스테르담에서 아약스를 상대하는 와중에 벤제마는 카카의 크로스를 가위차기 슛으로 마무리해 4-1 승리에 일조했다. 자신의 25번째 생일을 하루 앞둔 2012년 12월 18일, 그는 맹활약에 힘입어 2012년 프랑스 올해의 축구 선수를 획득해 이 개인상을 생애 두 번째로 탔다.
2013년 3월 2일, 벤제마는 산티아고 베르나베우에서 벌어진 바르셀로나와의 경기에서 선제골을 넣었다. 레알은 앞서 바르셀로나와의 일전에서 승리한 지 일주도 채 되지 않아 2-1로 또다시 이겼다. 2013년 4월 30일, 벤제마는 도르트문트를 상대로 한 골을 넣고 세르히오 라모스를 도왔다.

#### 2013–14 시즌
벤제마는 새 시즌을 산티아고 베르나베우에서 레알 베티스를 상대로 득점해 2-1 승리를 돕는 것으로 시작했다. 한 주 후인 그라나다 원정에서는 크리스티아누 호날두의 도움을 받아 1-0 결승골을 넣었다. 4경기 (레알 마드리드 2경기, 프랑스 국가대표팀 2경기)에서 무득점으로 침묵한 후, 그는 6-1로 이긴 갈라타사라이와의 UEFA 챔피언스리그 원정 경기에서 두 번 골망을 갈라 6-1 승리에 일조했다. 2014년 1월 18일, 그는 5-0으로 이긴 레알 베티스와의 원정 경기에서 자신의 마드리드 100호골을 기록했다. 3월 23일, 벤제마는 베르나베우에서 막강한 경쟁 구단인 바르셀로나와 벌인 고전 더비 경기에서 앙헬 디 마리아의 두 차례 크로스를 모두 득점으로 전환해 이 시즌에 리그에서만 17골을 넣게 되었지만, 바르셀로나에게 3-4로 패해 빛이 바랬다.
벤제마는 4월 16일 에스타디오 데 메스타야에서 벌어진 2014 코파 델 레이 결승전에서 레알 마드리드의 선발 11인에 들어 디 마리아의 선제골을 도운 후 가레스 베일이 마드리드의 2-1 결승골을 기록했다. 1주 후, 벤제마는 바이에른 뮌헨과의 UEFA 챔피언스리그 준결승 1차전 경기에서 1-0 결승골의 주인공이 되었다. 레알 마드리드는 그 다음 달인 5월, 결승전에서도 승리했다. 레알 마드리드의 공격 삼각 편대인 베일, 벤제마, 그리고 크리스티아누는 합쳐서 "BBC"로 불렸으며, 이 시즌에 97골을 합작했다.

#### 2014–15 시즌
2014년 8월 6일, 레알 마드리드는 벤제마가 2019년까지 유효한 5년짜리 세 계약서에 서명했다고 발표했다. 2014년 8월 12일, 벤제마는 카디프에서 벌어진 세비야와의 UEFA 슈퍼컵에 90분을 출전해 2-0 승리를 거두었다.
2014년 9월 16일, 벤제마는 바젤과의 UEFA 챔피언스리그 조별 리그 첫 경기에서 레알 마드리드의 유럽대항전 통산 1,000호골을 득점했는데, 소속 구단은 이 경기에서 5-1로 이겼다. 그는 2-1로 이긴 루도고레츠 라즈그라드와의 UEFA 챔피언스리그 원정 경기에서도 후반에 벤치에서 나와 결승골을 넣었다. 그 다음 주말, 그는 아틀레틱 빌바오와의 라 리가 경기에서 2골을 넣었고, 경기는 5-0 완승으로 끝났다.
벤제마는 2014년 10월의 라 리가 이달의 선수로 선정되었고, 카를로 안첼로티 소속 구단 감독도 동급의 감독상을 받았다. 그는 그 달에 레알 마드리드가 기록한 13골 중 3골을 기록했는데, 이 기간 동안 치른 세 경기에서 단 한 골만 실점했다.

#### 2015–16 시즌
벤제마는 2015년 12월 8일, 8-0으로 이긴 말뫼전에서 해트트릭을 기록했다. 2015년 12월 20일 라요 바예카노와의 경기에도 해트트릭에 또 성공했는데, 이번 경기에서는 10-2로 이겼다. UEFA 챔피언스리그 2015-16의 우승 주역으로 활동했다.

#### 2016-17 시즌
일본에서 열리는 2016년 FIFA 클럽 월드컵 준결승에서 클루브 아메리카를 상대로 선제골을 넣는데 성공하였고, 호날두의 쐐기골 까지 더해져 2:0 승리를 거두고 팀을 결승으로 올려놓았다.
2016-17년 UEFA 챔피언스리그 결승전 유벤투스 FC전에서 78분을 소화하며 팀에 우승에 일조했다.

#### 2017-18 시즌
2017년 9월 20일, 벤제마는 레알 마드리드 CF와 2021년까지 재계약을 맺었다.
라리가 2017-18 30라운드 UD 라스팔마스전에서 벤제마는 레알 마드리드 CF 소속으로 400번째 경기를 뛰었다.
2017-18년 UEFA 챔피언스리그 결승전 리버풀 FC와의 경기에서 로리스 카리우스의 실책을 놓치지 않고 골을 만들어냈다. 이 골에 힘입어 팀은 역사적인 21세기 UEFA 챔피언스리그 3연패를 이루었다.

### 알이티하드
2023년 6월 6일, 벤제마는 14년간 몸담았던 레알 마드리드를 떠나 자유 계약으로 사우디아라비아의 알이티하드 클럽과 3년 계약을 맺고 입단하였다.

## 국가대표팀 경력

### 청소년 국가대표팀
벤제마는 전 프랑스 청소년 국가대표로 U-16 연령대를 제외하고 모든 연령대의 청소년 국가대표로 차출되었었다. 그는 프랑스에서 1987 세대 (Génération 1987) 로 흔히 알려진 선수들 중 한명으로, 이 단체에 고려되는 선수들로는 벤제마 자신 외에도 전직 및 현직 국가대표 선수들인 아템 벤 아르파, 제레미 메네즈, 그리고 사미르 나스리가 있었다. 벤제마는 이 4인방들 중 가장 늧게 청소년 국가대표팀 첫 경기를 치렀는데, 그는 필리프 베르제루 감독의 부름을 받아 안방에서 열린 2004년 UEFA U-17 축구 선수권 대회를 앞두고 합류했다. 대회에서 그는 두 경기에 출전했다. 그는 청소년 국가대표 첫 경기인 북아일랜드전에서 선제골을 득점해 3-1 승리를 도왔다. 그가 출전한 또다른 경기는 1-0으로 이긴 스페인과의 경기로 프랑스는 이 대회에서 무패로 우승을 거두었다.
벤제마는 U-18 대표팀에서 주전 지위를 확보했다. 그는 체코에서 벌어진 지역 대회에서 처음으로 선보였다. 벤제마는 U-18 무대 첫 골을 폴란드와의 조별 리그 최종전에서 기록했다. 개최국과의 결승전에서도 선제골을 뽑은 그는 프랑스의 2-0 승리와 우승을 견인했다. 2004년 9월 30일, 벤제마는 3-0으로 이긴 노르웨이 원정전에서 득점을 기록한 세 명의 선수들 중 한명이었다. 이어지는 러시아와의 다음 경기에서는 두 골을 넣어 3-1 승리의 주역이 되었다. 프랑스는 2004년 U-17 유럽 대회 우승으로 U-18 대표팀에게 주어지는 2005년 UEFA-CAF 자오선 컵 참가 자격을 획득했다. 벤제마는 대회에 참가하기 위해 차출되어 4번의 경기에 모두 참가 해 5골로 득점왕에 올랐고, 프랑스도 대회 우승을 거두었다. 그는 카메룬과의 대회 첫 경기에서 두 골을 넣어 7-0 승리에 큰 힘이 되었다. 시에라리온과의 다음 경기에서 침묵한 벤제마는 나이지리아를 상대로 또 득점을 기록해 완승을 가져다 주었고, 이집트와의 경기에서도 2골을 추가해 4-1 승리를 견인했다. 2005년 5월 19일, 슬로바키아와의 대표팀 시즌 마지막 경기에서, 벤제마는 홀로 4골을 넣어 4-1 승리의 주역이 되었다. 그는 U-18 대표팀에서 18번 출전해 최다 득점인 14골을 기록했고, 이후 베르제루 감독이 벤제마가 "매우 효율적이었다" 라고 칭찬했다.
벤제마, 벤 아르파, 메네즈, 그리고 나스리의 4인방은 U-19 국가대표팀에서도 동행했다. 이 사인방과 함께한 인재들로는 이시아르 디아, 블레즈 마튀이디, 그리고 세르주 가크페가 있었고, 2006년 UEFA U-19 축구 선수권 대회 우승을 정조준했다. 대표팀은 노르웨이와 두 차례의 친선전을 먼저 치렀다. 이 두 경기를 치르는 동안, 벤제마는 첫 경기에서 득점을 기록해 4-0 승리에 일조했다. UEFA 공인 대회의 예선 1라운드에서, 벤제마는 오스트리아와의 최종전에서 단 한 골 기록했다. 이 경기에서 2-0으로 이긴 프랑스는 엘리트 라운드 진출권을 얻었다. 이어지는 다음 라운드에서, 프랑스는 스코틀랜드, 불가리아, 그리고 벨라루스와 한 조에 들어가는 비교적 무난한 대진을 받았다. 벤제마는 불가리아와의 첫 경기에서 페널티킥 1골과 일반적인 골, 두 골을 넣어 프랑스의 4-0 승리를 이끌었다. 그가 득점한 두 골은 1분도 채 안되는 간격에 나온 것이었다. 벨라루스와 충격적인 0-0 무승부를 거둔 후, 프랑스는 스코틀랜드와 조 최종전 승부를 벌였다. 벤제마는 11분에 선제골을 넣었지만, 후반전에 스티븐 플레처에게 실점해 그의 골은 의미가 없어졌다. 경기는 결국 1-1로 끝났고, 프랑스는 이 라운드를 무패로 마치고도 승점에서 스코트 (Scots)에게 밀려 탈락했다.
벤제마는 르네 지라르 감독의 부름을 받아 U-21 대표팀의 기대주들 (Les Espoirs) 로 차출되었고, 2006년 UEFA U-21 축구 선수권 대회의 벨기에전에 첫 출전을 기록했다. 그는 경기를 선발로 출전해 전반전이 끝난 후 요안 구르퀴프와 교체되어 나갔다. 그는 2007년 UEFA U-21 축구 선수권 대회의 예선전에 참가했었는데, 1차전을 선발로, 2차전을 교체로 들어가 출전했는데, 프랑스는 이스라엘과의 예선 플레이오프에서 충격패를 당했다. 벤제마는 2009년까지 U-21 대표로 여전히 출전히 가능했지만, 이스라엘과의 2차전에서 패할 당시 출전한 것이 벤제마의 U-21 대표팀 일원으로 벌인 마지막 경기로, 그는 5경기에 나서서 단 한 골도 넣지 못했다. 프랑스 성인 국가대표가 되기 전, 벤제마는 알제리 축구 협회 (FAF) 로부터 알제리의 성인 대표로 출전할 제의를 받았다. 2006년 12월, 공격수는 하미드 하다지 전 협회장과 장-마셸 카바이 국가대표팀 감독과 접촉했지만, 제의를 거절했고, 프랑스 국가대표로 계속 출전할 의사를 밝혔다. 벤제마는 프랑스 라디오 방송사인 라디오 몬테 카를로와의 인터뷰에서 "알제리는 제 부모님의 조국이고 제 가슴 한구석에 두고 있지만, 축구의 관점에서, 저는 프랑스 대표로만 뛸 것입니다." 라고 재확인시켰다.

### 성인 국가대표팀

#### UEFA 유로 2008

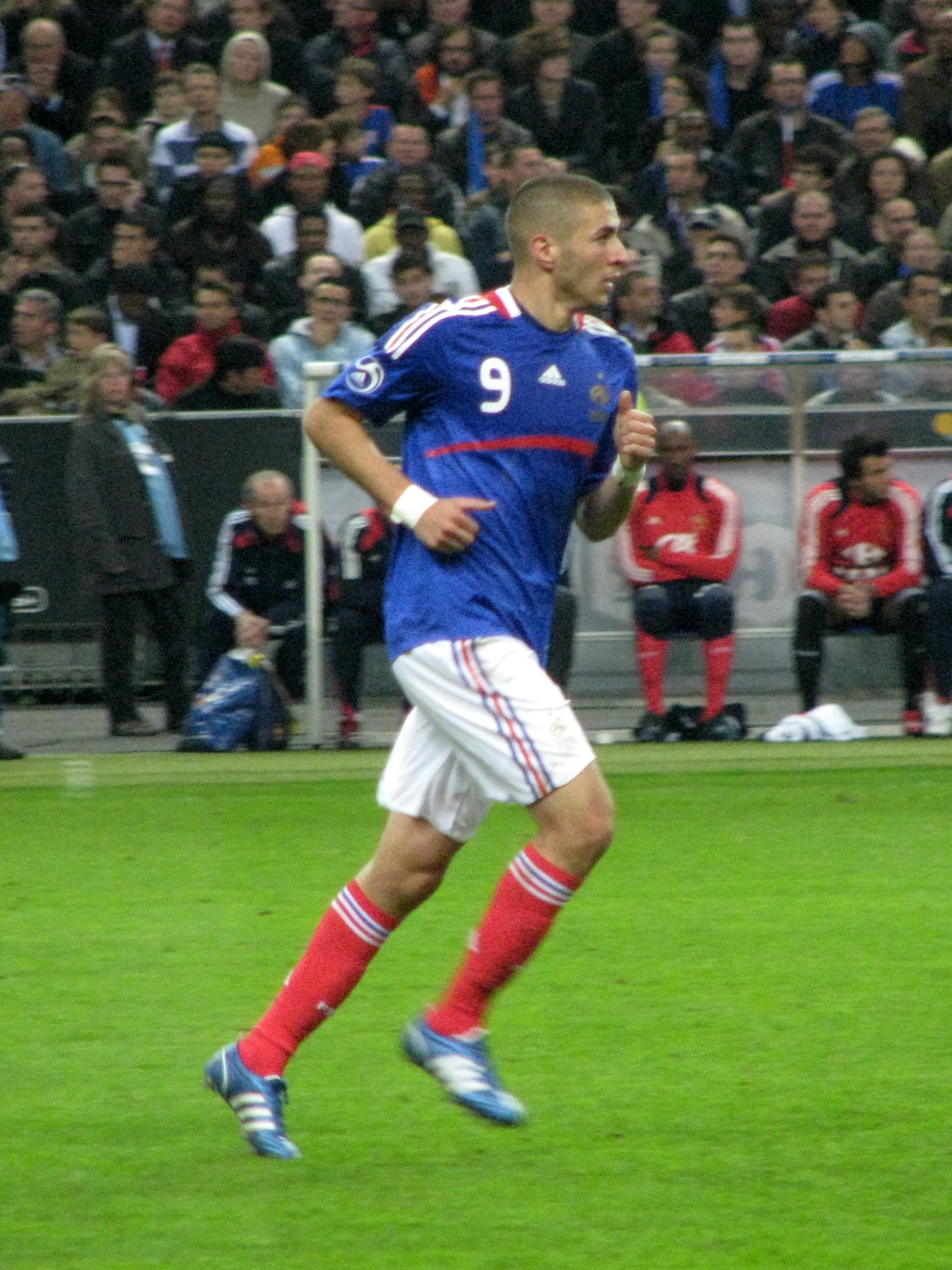
2008년 4월, 프랑스 국가대표팀 경기의 벤제마

2006년 11월 9일, 벤제마는 레몽 도메네크 감독의 부름을 받고 11월 15일에 그리스와 친선경기를 벌일 성인 국가대표팀에 처음으로 차출되었다. 벤제마는 이 차출을 "보상"으로 묘사했는데 "저는 기쁘고, 물론, 저 말고도 제 가족도 그렇습니다. [성인 대표팀은] 대표팀의 최고 명예입니다." 라고 덧붙였다. 경기 이틀 전, 그는 국내 리그의 리옹에서 활약하다 허벅지 부상으로 대표팀에서 빠져야 했다. 2007년 2월 아르헨티나전에 출전할 선수단의 목록에 이름을 올리지 못한 후, 벤제마는 3월, 리투아니아와의 UEFA 유로 2008 예선전과 오스트리아와의 친선전을 위해 차출되었다. 예선전에 결장한 후, 그는 2007년 3월 28일 오스트리아와의 친선경기에서 국제 무대 첫 경기를 치렀다. 벤제마는 지브릴 시세와 후반에 교체되어 들어갔고, 그는 사미르 나스리의 프리킥을 1-0 결승골로 연결했다. 10월 13일, 벤제마는 페로 제도와의 경기에서 두 골을 넣어 6-0 승리에 일조했다. 소속 구단의 경기에 2007-08 시즌 잔여 기간 동안 꾸준히 나가면서, 그는 UEFA 유로 2008에 참가할 23인 최종 명단에 이름을 올렸다.
벤제마는 2008년 6월 9일, 루마니아와의 첫 경기에서 대회 데뷔전을 가졌다. 벤제마는 선발로 출전했지만, 형편 없는 활약 끝에 나스리와 교체되어 나갔다. 경기는 0-0으로 끝났고, 이날 부진했던 벤제마는 프랑스 언론들로부터 질타를 받았는데, 르 포앵지는 벤제마가 "프랑스 공격의 상징적인 존재"라는 꼬리표가 무색하게 "인상적이지 못했다"고 혹평했다. 기사에는 벤제마가 국제 무대 경험이 미숙하며, 이는 그의 부진에 영향을 미쳤다고 덧붙였다. 벤제마는 네덜란드와의 다음 경기에 결장한 가운데 1-4로 대패했다. 그는 이탈리아와의 조별 리그 최종전에서 대표팀 선발 선수로 복귀했다. 그러나, 프랑스는 0-2로 패하면서 조기 탈락의 고배를 마셨다.
2008년 11월, 벤제마는, 다른 대표팀의 여러 신예 선수들과, UEFA 유럽 축구 선수권 대회 기간 동안 오만방자했다는 일로 질타를 받았다. 이 질타는 국가대표팀 동료 윌리암 갈라스로부터 나왔는데, 갈라스는 자신의 자서전에 질타의 대상을 적었다. 비록 갈라스의 비난의 화살은 대게 나스리를 겨냥한 것이지만, 대회 도중 르 파리지앵지는 벤제마가 다수의 국가대표팀 선수들로부터 "오만하다"며 불만의 대상의 되었고, 공격수는 프랑스가 네덜란드에게 패하자 미드필더인 클로드 마켈렐레에게 꾸지람을 들은 것으로 보도되었다.

#### 2010년 FIFA 월드컵
UEFA 유로 2008로 나온 보도 내용에도 불구하고, 벤제마는 2010년 FIFA 월드컵 예선전을 앞두고 국가대표팀 주축 지위를 잃지 않았으며, 기존의 등번호 9번을 10번으로 변경했다. UEFA 유로 2008 조기 탈락 후 대표팀이 벌인 첫 경기는 예테보리에서의 스웨덴 친선전으로, 벤제마는 3-2로 이긴 이 경기에서 한 골을 넣었다. 두 달 후, 그는 스타드 드 프랑스에서 3-1로 이긴 튀니지와의 경기에서 한 골을 추가했다. 2009년 6월 5일, 자신의 소속 구단 연고 구장인 스타드 드 제를랑에서 벌어진 터키와의 경기에서는 페널티킥으로 1-0 결승골을 넣었다. 2009년 10월, 그는 페로 제도와 오스트리아를 상대로 FIFA 월드컵 예선 득점을 처음으로 한 골씩 기록했다. 그는 오스트리아전 차출 이후 도메네크 임기의 경기에 더 나서지 않았는데, 그는 프랑스의 FIFA 월드컵 30인 예비 명단에도 들지 못했다. 도메네크는 벤제마가 새 소속 구단인 레알 마드리드에서 부진하다는 것을 귀띔했는데, 이것이 그가 성 추문에 연루되었다는 소문보다 선수 명단 예외에 더 큰 영향을 미쳤다고 사유를 설명했다. 명단이 공개되기 전, 벤제마는 라디오 몬테 카를로와의 인터뷰에서, 자신이 발탁되지 않을 경우 "실망스럽겠지만, 죽을 일은 아니에요"라고 표의했고, "그래도 저는 무슨 일이 있어도 프랑스 대표팀을 지지할 것입니다." 라고 덧붙였다.

#### UEFA 유로 2012

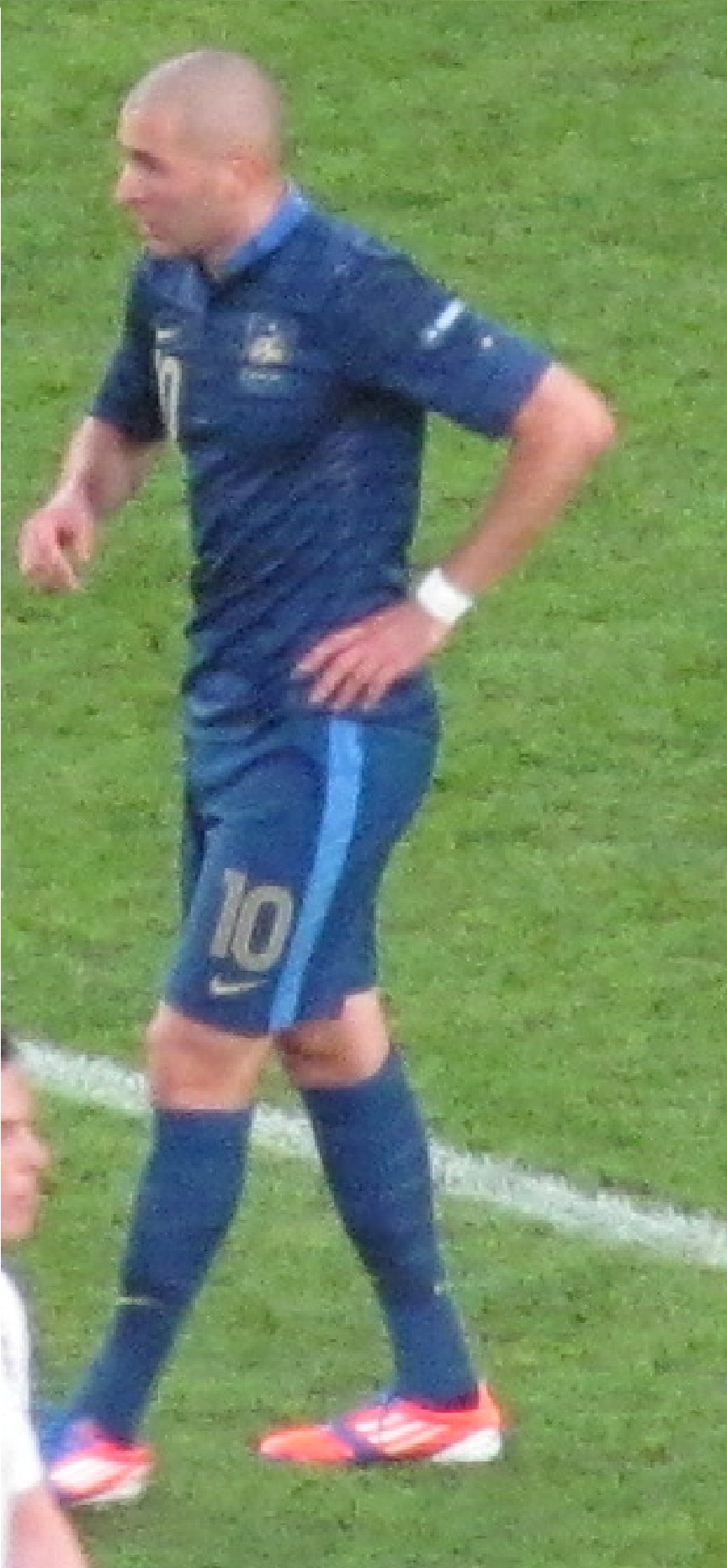
UEFA 유로 2012에 출전한 벤제마.

FIFA 월드컵 종료 후, 그는 로랑 블랑 신임 감독에 의해 국가대표팀에 다시 차출되었다. 블랑은 벤제마를 선호하는 감독으로, 공격을 그 공격수 중심으로 전개하려 했는데, 거의 1년 동안 프랑스 국가대표로 출전하지 못한 벤제마는 오슬로에서 노르웨이를 상대로 복귀전을 펼쳤지만, 1-2로 패했다. 구르퀴프와 더불어, 벤제마는 대표팀의 UEFA 유로 2012 예선전 최다 득점자로 3골을 넣었다. 그의 3골은 보스니아 헤르체고비나, 룩셈부르크, 그리고 알바니아와의 경기에서 나왔다. 2010년 11월 17일, 벤제마는 웸블리 스타디움에서 벌어진 잉글랜드와의 친선 경기에서 선제골을 넣었고, 프랑스는 2-1로 이겼다. 2011년 2월, 브라질과의 다음 대표팀 경기에서도, 벤제마는 1-0 결승골을 기록했다. UEFA 유로 2012 예선전에 정기적으로 출전한 후인 2012년 5월 29일, 벤제마는 본선에 참가할 선수단의 일원으로 승선했다. 6월 5일, UEFA 유럽 축구 선수권 대회를 앞두고 벌인 에스토니아와의 연습 경기에서, 벤제마는 2골을 넣어 4-0 승리를 전두지휘했다. UEFA 유로 2012에서, 벤제마는 잉글랜드와의 1차전에 선발로 나섰고, 경기는 1-1 무승부로 끝났다. 우크라이나와의 다음 조별 리그 경기에서, 그는 두번의 도움을 기록해 2-0 승리를 견인했다.

#### 2014년 FIFA 월드컵
2013년 10월 11일, 벤제마는 오스트레일리아와의 친선경기에서 2012년 6월 이후로는 처음으로 국가대표팀에서 골을 넣었고, 1,222분간 지속된 국가대표팀 무득점 기록에 종지부를 찍었다. 파리의 파르크 데 프랭스에서 벌어진 이 경기는 프랑스가 6-0으로 이겼다. 벤제마는 50분에 프랑크 리베리가 좌측에서 건낸 크로스로 6-0으로 앞서나가는 쐐기골을 넣었다. 2013년 11월 19일, 스타드 드 프랑스에서 벌어진 우크라이나와의 2014년 FIFA 월드컵 예선 플레이오프전에서, 벤제마는 34분에 프랑스의 추가골을 뽑아 합계 점수를 2-2 동률로 만들었다. 벤제마는 우크라이나의 진영을 휘저은 뒤 한발로 골망을 갈랐는데, 이 과정에서 텔레비전으로 나온 다시보기에서 마티외 발뷔에나가 가슴으로 받는 과정에 1미터 가까이 앞으로 나와 오프사이드 위치에 있던 것으로 나왔다. 벤제마는 4분 전에 골이 취소되었는데, 리베리의 낮은 크로스를 몸통으로 잡아 때 우크라이나 득점선으로부터 1미터 떨어져 골망을 흔들었을 때 오프사이드 깃발이 잘못 올려지는 오심이 내려졌다. 프랑스는 나흘 전 키예프에서 벌어진 플레이오프 1차전에서 0-2로 패했었다. 프랑스는 2차전에서 3-0으로 이겨 합계 3-2로 브라질에 열릴 2014년 FIFA 월드컵 본선에 참가할 수 있게 되었다.
2014년 6월 6일, 벤제마는 2014년 FIFA 월드컵의 프랑스 선수단 목록에 이름을 올려 대회에 처음으로 출전하게 되었다. 6월 15일, 포르투 알레그리에서 벌어진 온두라스와의 대표팀 첫 경기에서, 벤제마는 전반전과 후반전에 한 골씩 뽑았으며, 첫 골은 페널티킥으로 기록했다. 그는 추가골을 돕기도 했는데, 그의 슛은 골대를 강타한 뒤 온두라스 골키퍼 노엘 바야다레스가 흘려 자책골이 되었고, 이 골은 득점선 판독 기술이 적용된 첫 골이었다. 그는 3-0 완승을 거둔 이 경기에서 펼친 활약으로 FIFA에 의해 최우수 선수로 선정되었다. 2차전에서는 페널티킥이 막혔지만, 스위스를 5-2로 격파해 파란 군단 (Les Bleus)의 결선 토너먼트 진출 9부 능선을 넘겼다. 프랑스는 8강까지 진출했지만, 독일에게 져서 더 나아가지 못했다.

#### 스캔들과 대표팀 은퇴
2016년 4월 13일, 프랑스 축구 협회는 벤제마가 안방에서 열릴 UEFA 유로 2016에 차출되지 않을 것임을 발표했다. 2016년 6월 1일, 그는 마르카지와 '벤제마: 데샹이 프랑스의 인종차별적 요소의 압력에 굴했다'로 제목이 지어진 인터뷰에 응수했다.
2018년 10월, 프랑스 축구 연맹장 르 그라에 회장은 인터뷰에서 "벤제마는 대표팀에서 최선을 다해줬지만 그의 대표팀 생활은 끝." 이라 밝혔다. 그러자 벤제마는 자신의 SNS를 통해 "르 그라에 씨, 나에 대한 것은 잊어버리고, 제발 혼자 있게 해 달라."며 자신 또한 앞으로 대표팀 복귀에 회의적인 뜻을 밝혔다.
2021년 유로 2020을 앞두고 대표팀에 복귀했다.

#### 대표팀 재은퇴
2022년 FIFA 월드컵이 끝난 후 벤제마는 2022년 12월 19일 국가대표팀 재은퇴를 발표했다.
2023년 3월 24일, 벤제마는 라파엘 바란, 위고 요리스, 스테브 망당다, 블레즈 마튀디와 함께 스타드 드 프랑스에서 있었던 프랑스와 네덜란드의 UEFA 유로 2024 예선 B조 1차전에 초대되었지만 자신의 이메일을 통해 대표팀 초대를 거절했다.

## 플레이스타일
기술이 좋고, 빠르고, 민첩하며, 많은 골을 넣는 공격수로, 공중 경합에도 우위를 점하는 선수로, 벤제마는 "매우 재능있는 공격수"로 묘사되며, "세고 강인하다"고 덧붙였으며 "페널티 구역 내에서 위협적인 득점원"으로, 천부적으로 오른발잡이이지만, 양발을 다 잘 쓴다. 흔치 않은 9번으로, 비록 중앙 공격수로 기용되지만, 벤제마는 다른 공격 역할을 수행하도록 배치할 수 있으며, 측면 공격수나 주 공격수 후방으로도 배치되기도 했다. 득점 능력 외에도, 벤제마는 공을 깊은 데에 투하하거나 시야를 활용하고, 창의력, 패스 능력, 공의 마무리 지점을 포착하는 능력과 의지로도 알려져 있다. 그는 공을 활용할 때의 높은 일률과 전술적인 지능, 그리고 공격수로서 공격할 때 상대 수비의 주위를 끌어 위치에서 이탈시키고, 크리스티아누 호날두가 들어갈 공간을 창출해 좌측 측면에서 중앙으로 들어갈 진입로를 확보하는 움직임으로 찬사를 받았다.

## 경력 통계

### 클럽
2024년 4월 11일 기준
| 클럽          | 시즌      | 리그 | 리그 | 컵   | 컵   | 유럽2 | 유럽2 | 기타 | 기타 | 합계 | 합계 |
| 클럽          | 시즌      | 출장 | 득점 | 출장 | 득점 | 출장  | 득점  | 출장 | 득점 | 출장 | 득점 |
| ------------- | --------- | ---- | ---- | ---- | ---- | ----- | ----- | ---- | ---- | ---- | ---- |
| 리옹 B        | 2004–05   | 11   | 10   | –    | –    | –     | –     |      |      | 11   | 10   |
| 리옹 B        | 2005–06   | 9    | 5    | –    | –    | –     | –     |      |      | 9    | 5    |
| 리옹 B        | 합계      | 20   | 15   | –    | –    | –     | –     |      |      | 20   | 15   |
| 리옹          | 2004–05   | 6    | 0    | 0    | 0    | 0     | 0     |      |      | 6    | 0    |
| 리옹          | 2005–06   | 13   | 1    | 2    | 2    | 1     | 1     |      |      | 16   | 4    |
| 리옹          | 2006–07   | 21   | 5    | 2    | 0    | 3     | 2     | 1    | 1    | 27   | 9    |
| 리옹          | 2007–08   | 36   | 20   | 8    | 7    | 7     | 4     | 1    |      | 52   | 31   |
| 리옹          | 2008–09   | 36   | 17   | 2    | 1    | 8     | 5     | 1    |      | 47   | 23   |
| 리옹          | 합계      | 112  | 43   | 11   | 9    | 19    | 12    | 3    | 1    | 148  | 66   |
| 레알 마드리드 | 2009–10   | 27   | 8    | 1    | 0    | 5     | 1     |      |      | 33   | 9    |
| 레알 마드리드 | 2010–11   | 33   | 15   | 7    | 5    | 8     | 6     |      |      | 48   | 26   |
| 레알 마드리드 | 2011–12   | 34   | 21   | 5    | 3    | 11    | 7     | 2    | 1    | 52   | 32   |
| 레알 마드리드 | 2012–13   | 30   | 11   | 8    | 4    | 10    | 5     | 2    | 0    | 50   | 20   |
| 레알 마드리드 | 2013–14   | 35   | 17   | 6    | 2    | 11    | 5     |      |      | 52   | 24   |
| 레알 마드리드 | 2014–15   | 29   | 15   | 3    | 0    | 9     | 6     | 5    | 1    | 46   | 22   |
| 레알 마드리드 | 2015–16   | 27   | 24   | 0    | 0    | 9     | 4     |      |      | 36   | 28   |
| 레알 마드리드 | 2016–17   | 29   | 11   | 3    | 1    | 13    | 5     | 3    | 2    | 48   | 19   |
| 레알 마드리드 | 2017–18   | 28   | 5    | 1    | 1    | 9     | 5     | 5    | 1    | 47   | 12   |
| 레알 마드리드 | 2018–19   | 36   | 21   | 6    | 4    | 8     | 4     | 3    | 1    | 53   | 30   |
| 레알 마드리드 | 2019-20   | 37   | 21   | 3    | 1    | 8     | 5     |      |      | 48   | 27   |
| 레알 마드리드 | 2020-21   | 34   | 23   | 1    | 0    | 10    | 6     | 1    | 1    | 46   | 30   |
| 레알 마드리드 | 2021-22   | 32   | 27   |      |      | 12    | 15    | 2    | 2    | 46   | 44   |
| 레알 마드리드 | 2022-23   | 24   | 19   | 5    | 4    | 10    | 4     | 4    | 4    | 43   | 31   |
| 레알 마드리드 | 합계      | 439  | 238  | 49   | 25   | 133   | 78    | 27   | 13   | 648  | 354  |
| 알이티하드    | 2023-24   | 20   | 9    | 1    | 1    | 3     | 0     | 8    | 6    | 32   | 16   |
| 경력 합계     | 경력 합계 | 591  | 305  | 64   | 36   | 155   | 90    | 38   | 20   | 543  | 257  |

### 국가대표팀
2015년 10월 8일 기준
| 국가대표팀 | 연도 | 출장 | 골 |
| ---------- | ---- | ---- | -- |
| 프랑스     | 2007 | 8    | 3  |
| 프랑스     | 2008 | 11   | 2  |
| 프랑스     | 2009 | 8    | 3  |
| 프랑스     | 2010 | 5    | 3  |
| 프랑스     | 2011 | 10   | 2  |
| 프랑스     | 2012 | 12   | 2  |
| 프랑스     | 2013 | 10   | 2  |
| 프랑스     | 2014 | 13   | 8  |
| 프랑스     | 2015 | 4    | 2  |
| 합계       | 합계 | 81   | 27 |

## 수상

#### 리옹[268]
- 리그 1: 2004–05, 2005–06, 2006–07, 2007–08
- 쿠프 드 프랑스: 2007–08
- 트로페 데 샹피옹: 2006, 2007

레알 마드리드
- 라 리가: 2011–12, 2016–17, 2019-20, 2021-22
- 코파 델 레이: 2010–11, 2013–14
- 수페르코파 데 에스파냐: 2012, 2017, 2022
- UEFA 챔피언스리그: 2013–14, 2015–16, 2016–17, 2017-18, 2021-22
- UEFA 슈퍼컵: 2014, 2016, 2017, 2022
- FIFA 클럽 월드컵: 2014, 2016, 2017, 2018, 2022

#### 프랑스
- UEFA U-17 유로 : 2004
- UEFA 네이션스리그 : 2020-21

#### 개인
- 발롱도르 : 1위 (2022), 4위 (2021)
- FIFA 올해의 선수 : 3위 (2022), 4위 (2021)
- UEFA 올해의 선수 : 2021-22
- 리그 1 득점왕 : 2007-08
- 리그 1 올해의 선수 : 2007-08
- 리그 1 올해의 팀 : 2007-08
- 리그 1 이 달의 선수 : 08년 1월, 4월
- 쿠프 드 프랑스 득점왕 : 2007-08
- 라리가 득점왕 : 2021-22
- 라리가 이 달의 선수 5회
- UEFA 챔피언스리그 최우수 선수 : 2021-22
- UEFA 챔피언스리그 득점왕 : 2021-22
- UEFA 챔피언스리그 도움왕 : 2011-12
- UEFA 챔피언스리그 시즌 스쿼드 : 2020-21, 2021-22
- UEFA 유로 브론즈부트 : 2020
- FIFPRO 월드11 : 2022
- 옹즈도르 : 2020-21, 2021-22
- 프랑스 올해의 선수 : 2011, 2012, 2014, 2021
- 프랑스 올해의 신인 : 2006
- 프랑스 최우수 해외 선수 : 2019, 2021, 2022,  2023
- 브라보상: 2008[269]
- 글로브사커 어워드 올해의 선수 : 2022
- ESM 올해의 팀 : 2020–21, 2021–22

## 사생활
카림 벤제마는 프랑스 리옹의 알제리 혈통 프랑스인 가정에서 났다. 이슬람교도로, 그는 이슬람 성월인 라마단 기간 동안 단식한다. 그의 조부 다 라케할 벤제마는 알제리 북쪽의 베니 제이에 위치한 티그지르 마을에 상주하다 리옹으로 이민해, 1950년대부터 정착했다. 벤제마의 부친 하피드도 티그지르 출신이지만, 모친 와이다 제바라는 리옹 토박이이다. 그녀의 가족은 오랑에서 건너왔다. 벤제마는 4남 5녀 중 일곱째로, 리옹 동부의 브롱에서 가족들과 유년 시절을 보냈다. 그의 동생들인 그레시와 사브리 모두 축구 선수들이다. 그레시는 프랑스 축구 6부 리그인, 디비시옹 도뇌르에 소속된 아마추어 구단인 볼-레-블랭에서 뛰고 있고, 사브리는 고향의 브롱 유소년 아카데미에 속해 있다. 세계적인 선수로 장성한 후, 벤제마는 다수의 홍보 캠페인에 참가했다. 2008년을 기점으로 그는 전자 오락 FIFA 시리즈의 프랑스판 표지를 장식했다. 벤제마는 독일 스포츠 용품 기업인 아디다스로부터 후원을 받고 있으며, 여러 차례 아디다스의 텔레비전 광고에 등장했다.

### 법적 문제
2010년 4월 18일, 프랑스의 텔레비전 방송사 M6에 의하면 프랑스 국가대표팀의 선수 4명이 매춘부와 파리의 나이트클럽에서 관계를 맺은 것으로 수사를 받았는데, 이들 중에는 미성년이거나 성전환자인 것으로 추정되었다. 이에 연루된 선수로 프랑크 리베리, 시드네 고부, 아템 벤 아르파, 그리고 벤제마인 것이 밝혀졌다. 벤제마는 16세로 추정되는 매춘부와 성적 만남을 가진 것으로 보고되었는데, 벤제마의 변호인은 이를 부인했다. 7월 20일, 파리 경찰은 벤제마가 "매춘부와 소규모 접촉을 벌인 것으로" 조사하고 기소했다. 2011년 11월 검찰은 선수들이 그들을 데려간 자히아 데하르가 16세인 것을 알지 못했다는 이유로 리베리와 벤제마의 건을 기각하기로 판결을 내렸다. 그러나, 건 자체는 법정에 섰다. 첫 청문회는 2013년 6월에 열렸다.
2015년 11월 4일, 벤제마는 프랑스 국가대표팀 동료 마티외 발뷔에나를 협박했다는 보고를 받고 프랑스 경찰에게 검거되었다. 협박 사건을 수사하는 과정에서 마뉘엘 발스 프랑스 총리는 "위대한 선수들은 본보기가 되어야 한다. 그리하지 않다면, 그는 프랑스 대표팀에 설 자리가 없다. 우리 교외의 아이들, 젊은이들이 좋은 선수들과 연관시킬 수 있다. 그들은 프랑스를 상징하는 파란 유니폼을 입기에, 이 순간이 중요한 것이다." 라고 말했다.
그렇게 2018년 FIFA 월드컵에서 벤제마를 비롯하여 이 사건 연루자들은 프랑스 축구 국가대표팀에서 제외당했으며 벤제마 대신 국가대표에 들어온 선수(10번)가 당대 최고의 선수 중 한 명인 킬리안 음바페였다. 그리고 그 월드컵에서 프랑스 축구 국가대표팀은 통산 2번째 우승을 달성했다.
2023년 10월, 벤제마는 이스라엘의 가자지구 공습 피해자들에게 연대를 표명했다. 이에 대해 프랑스 내무장관 제럴드 다르마냉은 카림 벤제마가 무슬림 형제단으로 알려진 단체와 “관계가 있다”고 비난했다. 그리고 부슈뒤론(Bouches-du-Rhône) 공화당 상원의원인 발레리 보이어(Valérie Boyer)는 혐의가 확인될 경우 선수에게 프랑스 시민권과 발롱도르를 박탈할 것을 요구했다.